# Hannes Richert
Hannes Richert (* 1982 in Bonn) ist ein deutscher Comiczeichner.

## Leben
Richert begann während seines Zivildiensts mit dem Zeichnen von Comics, studierte Design in Münster und zog 2010 nach Berlin. Seine Cartoons und Comics sind unter anderem in den Magazinen Zitty, Eulenspiegel, Titanic, tip, Stern und der taz erschienen. 2014 erhielt er den Nachwuchspreis beim Deutschen Cartoonpreis. Bei der 2020 eingestellten Zitty wurde Richert 2015 Nachfolger von FiL. Im tip heißt seine Comicseite Richerts Comics für den gehobenen Pöbel. Zwei seiner Alben sind im Verlag Edition Moderne erschienen. Richert lebt mit seiner Partnerin und den beiden gemeinsamen Kindern in Berlin-Neukölln.

## Bücher
- Comics für den gehobenen Pöbel, Zürich: Edition Moderne 2018, ISBN 	978-3-03731-171-4
- Die Party ist vorbei, Zürich: Edition Moderne 2021, ISBN 	978-3-03731-224-7